# Alain Maréchal
Alain Maréchal (ur. 27 lipca 1939 w Maule) – francuski kolarz torowy, brązowy medalista mistrzostw świata.

## Kariera
Największy sukces w karierze Alain Maréchal osiągnął w 1965 roku, kiedy zdobył brązowy medal w wyścigu ze startu zatrzymanego amatorów podczas torowych mistrzostw świata w San Sebastián. W zawodach tych wyprzedzili go jedynie Hiszpan Miguel Mas oraz Belg Etienne van der Vieren. Był to jedyny medal wywalczony przez Maréchala na międzynarodowej imprezie tej rangi. Nigdy nie wystąpił na igrzyskach olimpijskich.